# Milan Matula
Milan Matula (* 22. dubna 1984) je český fotbalový obránce a bývalý mládežnický reprezentant, od dubna 2016 bez angažmá.
Nehraje „v rukavičkách“, po střetu s ním si odneslo zranění několik protihráčů: v roce 2009 plzeňský Petr Jiráček (úder loktem – stop na 8 utkání, tehdy ligový rekord), v březnu 2010 slávistický Petr Janda (otřes mozku, zranil se i Matula), v říjnu 2011 mladoboleslavský Lukáš Opiela (zlomenina holeně). V březnu 2014 se diskutovalo o jeho zákroku na slávistu Damiena Boudjemaa. Dva kluby Gambrinus ligy pro něj požadovaly doživotní distanc: SK Slavia Praha a FK Mladá Boleslav.

## Klubová kariéra
V lednu 2005 byl poprvé povolán do A-mužstva FC Slovan Liberec. Podzimní část sezony 2007/08 strávil na hostování v SFC Opava. V září 2008 přestoupil do FK Teplice. V sezónách 2013/14 a 2014/15 byl kapitánem týmu Teplic. V sezóně 2015/16 bylo jeho vytížení minimální a s klubem se v dubnu 2016 dohodl na rozvázání smlouvy.

## Reprezentační kariéra
Milan Matula reprezentoval Českou republiku v mládežnických kategoriích U15, U18 a U21.